# Nenè Geraci
Antonio Geraci (Partinico, 2 de enero de 1917 - Partinico, 6 de febrero de 2007), más conocido como Nenè o il vecchio, era el histórico jefe de la mafia de Partinico, en la provincia de Palermo. Geraci se sentó en la Comisión desde mediados de 1970 y pertenecía a la facción de línea dura, aliada con los corleonesi de Totò Riina y Bernardo Provenzano. Según el pentito Tommaso Buscetta, Geraci se hizo cargo del prófugo Riina durante su estancia en Partinico.
Como miembro de la Comisión, Geraci estuvo implicado en muchas de las decisiones que implicaron el asesinato de  personalidades representativas de la antimafia y varios altos funcionarios del mundo judicial. Como tal, recibió doce condenas a cadena perpetua en la década de 1980, pero aún mantuvo una gran influencia dentro de la mafia de Palermo a través de la dirección de su clan de Partinico, que era gestionado por varios jefes interinos mientras Geraci estaba encarcelado. A través de su puesto en la Comisión o Cupola, Geraci, como varios de sus colegas capos mafiosos, fue directamente responsabilizado de los asesinatos de los jueces antimafia Cesare Terranova, Rocco Chinnici, Antonio Saetta, Giovanni Falcone, Paolo Borsellino, el político comunista Pio La Torre y el capitán de los Carabinieri Emanuele Basile.
En la década de 1990 una guerra de poder en Partinico desencadenó la lucha entre la familia Geraci y la familia Vitale, dirigida por Vito Vitale. Los Geraci eran leales a Provenzano, mientras que los Vitale fueron apoyados por Totò Riina y Leoluca Bagarella.
A Geraci se le permitió abandonar la prisión en mayo de 2005 debido a la mala salud y regresar a su ciudad natal.  A la edad de 88 años estaba ciego, tenía problemas de corazón y estaba limitado en una silla de ruedas. Murió de un paro cardíaco en su cama, el 6 de febrero de 2007.